# Jeździectwo naturalne
Jeździectwo naturalne (ang. natural horsemanship) – wspólna nazwa dla różnych metod szkolenia koni. Cechą łączącą przedstawicieli tego nurtu jest łagodny sposób pracy z koniem opartej na zrozumieniu psychologii tych zwierząt.
Termin natural horsemanship został ukuty w latach osiemdziesiątych w Stanach Zjednoczonych, a do prekursorów naturalnego jeździectwa należeli Tom i Bill Dorrance.
Celem naturalnego jeździectwa jest zbudowanie partnerskiej relacji z koniem opartej na wzajemnym zaufaniu, szacunku i z poszanowaniem jego psychicznych i emocjonalnych potrzeb oraz przy użyciu zrozumiałego dla niego języka. Chociaż w jeździectwie naturalnym stosuje się wędzidło czy ostrogi mają być one narzędziem subtelnej komunikacji, a jazda bez ogłowia lub praca z koniem puszczonym luzem jest sprawdzianem porozumienia między człowiekiem a zwierzęciem.
Współcześnie jeździectwo naturalne staje się coraz bardziej popularne szczególnie wśród osób zajmujących się jazdą konną rekreacyjnie. Jednak także zawodowi sportowcy, tacy jak włoski skoczek Luca Moneta czy złota medalistka w ujeżdżeniu z Letnich Igrzysk Paraolimpijskich w 2008 roku Lauren Barwick mówią o tym, że wykorzystują metody Parelli Natural Horsemanship, jednej ze szkół jeździectwa naturalnego, jako ważny element treningów.
W Polsce organizowane są Mistrzostwa Kraju w Jeździe bez Ogłowia mające na celu promowanie jeździectwa opartego na partnerstwie z koniem i bez użycia sztucznych pomocy jeździeckich. Naturalne jeździectwo promuje Wojciech Mickunas, a na Uniwersytecie Stowarzyszenia Hipologicznego Pro Hipico Bono prowadzone są wykłady na temat jeździectwa naturalnego.
W Stanach Zjednoczonych uzyskać można tytuł Bachelor of Science w dziedzinie Natural Horsemanship na Uniwersytecie Montana Western.